# Plantae Bequaertianae
Plantae Bequaertianae (abreviado Pl. Bequaert.) es un libro con ilustraciones y descripciones botánicas que fue escrito por el botánico belga Émile Auguste Joseph De Wildeman y publicado París y Gent en 6 volúmenes en los años 1921-1929 con el nombre de Plantae Bequaertianae Études sur les Récoltes Botaniques du Dr. J. Bequaert Chargé de Missions au Congo Belge (1913-1915).

## Publicación
- Volumen n.º 1, pt. 1, Dec 1921, pt. 2 Mar 1922; pt. 3, May 1922; pt. 4, Sep 1922.
- Volumen n.º 2, pt. 1, Feb 1923; pt  2, May 1923; pt. 3, Apr 1924; pt. 4, Jun 1924.
- Volumen n.º 3, pt. 1, Jan 1925; pt, 2, Mar, 1925, pt, 3, Dec 1925; pt, 4, Aug 1926.
- Volumen n.º 4, pt. 1, Dec 1926; pt. 2, Apr. 1927; pt. 3, Aug 1928; pt. 4, Apr 1929.
- Volumen n.º 5, pt. 1, Oct 1929; pt, 2, Feb 1931; pt. 3, Jul 1931; pt. 4, May 1932; pt. 5, Dec 1932.
- Volumen n.º 6, pt 1, Dec 1932